# Zabiele Wielkie
Zabiele Wielkie [pronunciación en polaco: /zaˈbjɛlɛ ˈvjɛlkʲɛ/] es un pueblo en el distrito administrativo de Gmina Olszewo-Borki, dentro del Ostrołęka, Voivodato de Mazovia, en el centro-este de Polonia. Se encuentra aproximadamente 14 kilómetros al oeste de Ostrołęka y 100 kilómetros al norte de Varsovia.